# مجره
مجره روستایی است که در استان اردبیل، شهرستان خلخال، بخش مرکزی، دهستان خانندبیل شرقی قرار دارد.این روستا در مسیرجاده اسالم به خلخال واقع شده که یکی از زیبا ترین گردشگاه های طبیعی برای گردشگران می باشد مجره طبیعتی زیبا را فراهم کرده تا شما به آن سفر کنید مجره یکی از برترین روستاهای جهان است و در سال های 2012 تا 2016 در سایت سازمان جهانی گردشگری (UNWTO) جزو سه روستای برتر دنیا شده است

## جمعیت
بر اساس سرشماری سال 1385 جمعیت این روستا 3222نفر با815 خانوار بوده‌ است.